# Associazione Calcio Mantova 1972-1973
Questa voce raccoglie le informazioni riguardanti l'Associazione Calcio Mantova nelle competizioni ufficiali della stagione 1972-1973.

## Stagione
Nella stagione 1972-73 il Mantova disputa il campionato di Serie B, con 31 punti si piazza in sedicesima posizione e retrocede con il Monza sempre a 31 punti e con il Lecco ultimo con 25 punti. Salgono in Serie A il Genoa che vince il torneo cadetto con 53 punti, il Cesena ed il Foggia secondi con 49 punti.
La squadra virgiliana incorre nella seconda consecutiva retrocessione, in due anni dalla Serie A alla Serie C. Sulla panchina si sono alternati tre allenatori, dalla prima alla settima giornata Renzo Uzzecchini, dalla ottava alla diciassettesima giornata William Negri, poi dalla diciottesima al termine Alfredo Foni, ma questi cambiamenti tecnici non sono bastati a mantenere la categoria. Un girone di andata con soli 12 punti ottenuti, un girone di ritorno discreto con 19 punti raccolti, nell'ultima partita di campionato il Mantova ospita il Brescia, se vince è salvo, finisce (1-1), quattro squadre arrivano a 31 punti, con 25 punti il Lecco era già spacciato, retrocedono il Monza ed il Mantova, si salvano Brescia e Reggina per differenza reti. In Coppa Italia il Mantova è inserito nel sesto girone che promuove l'Atalanta ai gironi di finale. Con 6 reti il miglior realizzatore virgiliano di questa stagione è stato Ermanno Cristin con 4 centri in campionato e 2 in Coppa Italia.

## Rosa
| N. |                   | Ruolo | Calciatore          |
| -- | ----------------- | ----- | ------------------- |
|    | Italia (bandiera) | D     | Giuseppe Bacher     |
|    | Italia (bandiera) | D     | Ivan Bertuolo       |
|    | Italia (bandiera) | C     | Gian Paolo Bianconi |
|    | Italia (bandiera) | C     | Roberto Caremi      |
|    | Italia (bandiera) | A     | Cristino Chigioni   |
|    | Italia (bandiera) | A     | Ermanno Cristin     |
|    | Italia (bandiera) | P     | Mario Da Pozzo      |
|    | Italia (bandiera) | C     | Franco De Cecco     |
|    | Italia (bandiera) | A     | Rocco Fotia         |
|    | Italia (bandiera) | C     | Fausto Grespi       |
|    | Italia (bandiera) | A     | Lavio Iori          |
|    | Italia (bandiera) | C     | Gianfranco Leoncini |
|    | Italia (bandiera) | D     | Alberto Mantovani   |

| N. |                   | Ruolo | Calciatore        |
| -- | ----------------- | ----- | ----------------- |
|    | Italia (bandiera) | C     | Dante Micheli     |
|    | Italia (bandiera) | D     | Guido Onor        |
|    | Italia (bandiera) | C     | Franco Panizza    |
|    | Italia (bandiera) | D     | Gianfranco Platto |
|    | Italia (bandiera) | P     | Angelo Recchi     |
|    | Italia (bandiera) | A     | Alberto Reif      |
|    | Italia (bandiera) | C     | Giorgio Repetto   |
|    | Italia (bandiera) | A     | Enrico Roncaia    |
|    | Italia (bandiera) | D     | Gianluigi Roveta  |
|    | Italia (bandiera) | A     | Paride Siliprandi |
|    | Italia (bandiera) | A     | Renzo Tonghini    |
|    | Italia (bandiera) | C     | Fernando Viola    |

## Risultati

### Serie B

#### Girone di andata
| Novara 17 settembre 1972, ore 14:30 1ª giornata | Novara         | 0 – 0 referto | Mantova | Stadio Enrico Patti\| Arbitro: \| Monti (Ancona) \| |
| Arbitro:                                        | Monti (Ancona) |               |         |                                                     |

| Mantova 24 settembre 1972, ore 14:30 2ª giornata | Mantova     | 0 – 0 referto | Monza | Stadio Danilo Martelli\| Arbitro: \| Calì (Roma) \| |
| Arbitro:                                         | Calì (Roma) |               |       |                                                     |

| Arbitro: | Panzino (Catanzaro) |

|            |           |  |
| Turini 64’ | Marcatori |  |

| Arbitro: | Lenardon (Siena) |

|  |           |               |
|  | Marcatori | 85’ Tamborini |

| Arbitro: | V. Lattanzi (Roma) |

|             |           |              |
| Panozzo 31’ | Marcatori | 21’ Tonghini |

| Arbitro: | Menegali (Roma) |

|  |           |                                             |
|  | Marcatori | 10’ Sigarini 18’ Dalle Vedove 74’ Marcolini |

| Arbitro: | Ciulli (Roma) |

|                |           |  |
| Bertarelli 48’ | Marcatori |  |

| Mantova 5 novembre 1972, ore 14:30 8ª giornata | Mantova          | 0 – 0 referto | Genoa | Stadio Danilo Martelli\| Arbitro: \| Gonella (Torino) \| |
| Arbitro:                                       | Gonella (Torino) |               |       |                                                          |

| Arbitro: | Marino (Taranto) |

|           |           |  |
| Gorin 32’ | Marcatori |  |

| Arbitro: | Cantelli (Firenze) |

|           |           |  |
| Viola 81’ | Marcatori |  |

| Arbitro: | Vannucchi (Bologna) |

|                         |           |  |
| D'Amato 43’ Volpato 62’ | Marcatori |  |

| Arbitro: | Calì (Roma) |

|          |           |  |
| Iori 14’ | Marcatori |  |

| Arbitro: | Reggiani (Bologna) |

|                                       |           |  |
| Spelta 16’, 78’ (rig.) C. Petrini 64’ | Marcatori |  |

| Mantova 17 dicembre 1972, ore 14:30 14ª giornata | Mantova            | 0 – 0 referto | Reggiana | Stadio Danilo Martelli\| Arbitro: \| Lazzaroni (Milano) \| |
| Arbitro:                                         | Lazzaroni (Milano) |               |          |                                                            |

| Arbitro: | Ciacci (Firenze) |

|                        |           |  |
| Gritti 52’, 84’ (rig.) | Marcatori |  |

| Arbitro: | Motta (Monza) |

|  |           |             |
|  | Marcatori | 35’ Braglia |

| Arbitro: | Trono (Torino) |

|                        |           |           |
| Farina 5’ Graziani 52’ | Marcatori | 55’ Fotia |

| Arbitro: | Carminati (Milano) |

|             |           |           |
| Cristin 33’ | Marcatori | 62’ Lanzi |

| Arbitro: | Gussoni (Tradate) |

|           |           |                  |
| Fanti 13’ | Marcatori | 28’, 55’ Cristin |

#### Girone di ritorno
| Arbitro: | Bernardis (Roma) |

|             |           |  |
| Cristin 56’ | Marcatori |  |

| Arbitro: | R. Lattanzi (Roma) |

|                   |           |  |
| S. Bercellino 29’ | Marcatori |  |

| Arbitro: | Levrero (Genova) |

|  |           |            |
|  | Marcatori | 63’ Turini |

| Reggio Calabria 25 febbraio 1973, ore 14:30 23ª giornata | Reggina              | 0 – 0 referto | Mantova | Stadio Comunale\| Arbitro: \| Gialluisi (Barletta) \| |
| Arbitro:                                                 | Gialluisi (Barletta) |               |         |                                                       |

| Arbitro: | Stagnoli (Bologna) |

|          |           |  |
| Iori 20’ | Marcatori |  |

| Bari 11 marzo 1973, ore 14:30 25ª giornata | Bari        | 0 – 0 referto | Mantova | Stadio della Vittoria\| Arbitro: \| Calì (Roma) \| |
| Arbitro:                                   | Calì (Roma) |               |         |                                                    |

| Mantova 18 marzo 1973, ore 14:30 26ª giornata | Mantova        | 0 – 0 referto | Ascoli | Stadio Danilo Martelli\| Arbitro: \| Trono (Torino) \| |
| Arbitro:                                      | Trono (Torino) |               |        |                                                        |

| Arbitro: | Moretto (San Donà di Piave) |

|                            |           |  |
| Simoni 20’ Bordon 78’, 88’ | Marcatori |  |

| Mantova 8 aprile 1973, ore 14:30 28ª giornata | Mantova          | 0 – 0 referto | Varese | Stadio Danilo Martelli\| Arbitro: \| Bernardis (Roma) \| |
| Arbitro:                                      | Bernardis (Roma) |               |        |                                                          |

| Arbitro: | Monti (Ancona) |

|           |           |                     |
| Renna 45’ | Marcatori | 23’ (aut.) La Palma |

| Arbitro: | Lazzaroni (Milano) |

|           |           |                    |
| Viola 50’ | Marcatori | 20’, 40’ Turchetto |

| Perugia 29 aprile 1973, ore 14:30 31ª giornata | Perugia           | 0 – 0 referto | Mantova | Stadio Santa Giuliana\| Arbitro: \| Toselli (Cormons) \| |
| Arbitro:                                       | Toselli (Cormons) |               |         |                                                          |

| Arbitro: | Pieroni (Roma) |

|                      |           |  |
| Iori 73’ Panizza 89’ | Marcatori |  |

| Reggio Emilia 13 maggio 1973, ore 14:30 33ª giornata | Reggiana    | 0 – 0 referto | Mantova | Stadio Mirabello\| Arbitro: \| Calì (Roma) \| |
| Arbitro:                                             | Calì (Roma) |               |         |                                               |

| Arbitro: | Carminati (Milano) |

|         |           |                 |
| Iori 5’ | Marcatori | 86’ Castiglioni |

| Arbitro: | Trono (Torino) |

|  |           |                      |
|  | Marcatori | 53’ Roncaia 76’ Iori |

| Arbitro: | Serafino (Roma) |

|             |           |  |
| Panizza 77’ | Marcatori |  |

| Arbitro: | Monti (Ancona) |

|                                   |           |              |
| A. Scala 58’ Carnevali 77’ (rig.) | Marcatori | 80’ Bertuolo |

| Arbitro: | Gonella (Torino) |

|                    |           |           |
| Panizza 55’ (rig.) | Marcatori | 4’ Marino |

### Coppa Italia

#### Primo turno
| Arbitro: | Barbaresco (Cormons) |

|             |           |                  |
| Cristin 89’ | Marcatori | 38’, 87’ Mujesan |

| Arbitro: | Andreoli (Padova) |

|           |           |                        |
| Marmo 79’ | Marcatori | 22’ Roveta 44’ Cristin |

| Arbitro: | Porcelli (Lodi) |

|  |           |                   |
|  | Marcatori | 51’ S. Pellizzaro |

| Arbitro: | Grassi (Savona) |

|                    |           |            |
| Panizza 41’ (aut.) | Marcatori | 28’ Caremi |

## Statistiche

### Statistiche di squadra
| Competizione | Punti | In casa | In casa | In casa | In casa | In casa | In casa | In trasferta | In trasferta | In trasferta | In trasferta | In trasferta | In trasferta | Totale | Totale | Totale | Totale | Totale | Totale | DR  |
| Competizione | Punti | G       | V       | N       | P       | Gf      | Gs      | G            | V            | N            | P            | Gf           | Gs           | G      | V      | N      | P      | Gf     | Gs     | DR  |
| ------------ | ----- | ------- | ------- | ------- | ------- | ------- | ------- | ------------ | ------------ | ------------ | ------------ | ------------ | ------------ | ------ | ------ | ------ | ------ | ------ | ------ | --- |
| Serie B      | 31    | 19      | 6       | 8       | 5       | 11      | 11      | 19           | 2            | 7            | 10           | 8            | 21           | 38     | 8      | 15     | 15     | 19     | 32     | -13 |
| Coppa Italia | 3     | 2       | 0       | 0       | 2       | 1       | 3       | 2            | 1            | 1            | 0            | 3            | 2            | 4      | 1      | 1      | 2      | 4      | 5      | -1  |
| Totale       |       | 21      | 6       | 8       | 7       | 12      | 14      | 21           | 3            | 8            | 10           | 11           | 23           | 42     | 9      | 16     | 17     | 23     | 37     | -14 |

### Statistiche dei giocatori
| Giocatore     | Serie B  | Serie B | Coppa Italia | Coppa Italia | Totale   | Totale |
| Giocatore     | Presenze | Reti    | Presenze     | Reti         | Presenze | Reti   |
| ------------- | -------- | ------- | ------------ | ------------ | -------- | ------ |
| G. Bacher     | 18       | 0       | 4            | 0            | 22       | 0      |
| I. Bertuolo   | 35       | 1       | 3            | 0            | 38       | 1      |
| G. Bianconi   | 2        | 0       | -            | -            | 2        | 0      |
| R. Caremi     | 29       | 0       | 4            | 1            | 33       | 1      |
| C. Chigioni   | 1        | 0       | 1            | 0            | 2        | 0      |
| E. Cristin    | 30       | 4       | 4            | 2            | 34       | 6      |
| M. Da Pozzo   | 25       | -17     | -            | -            | 25       | -17    |
| F. De Cecco   | 20       | 0       | 4            | 0            | 24       | 0      |
| R. Fotia      | 12       | 1       | 3            | 0            | 15       | 1      |
| F. Grespi     | 1        | 0       | -            | -            | 1        | 0      |
| L. Iori       | 18       | 5       | -            | -            | 18       | 5      |
| G. Leoncini   | 28       | 0       | -            | -            | 28       | 0      |
| A. Mantovani  | 18       | 0       | 3            | 0            | 21       | 0      |
| E. Merlo      | -        | -       | 1            | 0            | 1        | 0      |
| D. Micheli    | 20       | 0       | -            | -            | 20       | 0      |
| G. Onor       | 24       | 0       | 3            | 0            | 27       | 0      |
| F. Panizza    | 29       | 3       | 4            | 0            | 33       | 3      |
| G. Platto     | 26       | 0       | 2            | 0            | 28       | 0      |
| A. Recchi     | 14       | -15     | 4            | -5           | 18       | -20    |
| A. Reif       | 11       | 0       | -            | -            | 11       | 0      |
| G. Repetto    | 7        | 0       | -            | -            | 7        | 0      |
| E. Roncaia    | 4        | 1       | -            | -            | 4        | 1      |
| G. Roveta     | 34       | 0       | 4            | 1            | 38       | 1      |
| P. Siliprandi | 2        | 0       | -            | -            | 2        | 0      |
| R. Tonghini   | 4        | 1       | 2            | 0            | 6        | 1      |
| F. Viola      | 35       | 2       | 4            | 0            | 39       | 2      |